# Panorpa gokaensis
Panorpa gokaensis är en näbbsländeart som beskrevs av Tsutome Miyake 1910. 
Panorpa gokaensis ingår i släktet Panorpa och familjen skorpionsländor. Inga underarter finns listade i Catalogue of Life.